# Frades de la Sierra
Frades de la Sierra – gmina w Hiszpanii, w prowincji Salamanka, w Kastylii i León, o powierzchni 28,3 km². W 2011 roku gmina liczyła 221 mieszkańców.